# Per Åsbrink
Per Valfrid Åsbrink, född 18 oktober 1912 i Färila, Gävleborgs län, död 17 juni 1994 i Essinge församling, Stockholm, var en svensk ämbetsman. Han var riksbankschef 1955–1973.

## Biografi
Per Åsbrink var son till skogsarbetaren Erik Åsbrink och Alida Persson. Han började först i faderns fotspår men under arbetslöshet i början av 1930-talet studerade han vid Storviks och Jakobsbergs folkhögskolor 1931–1934 och fick därefter 1934–1938 anställning under Axel Gjöres vid Kooperativa förbundets organisationsavdelning. 1938–1942 var han byråföreståndare hos Centralförbundet för socialt arbete och redaktör för redaktör för Social årsbok och var 1943–1945 sekreterare i Stockholms stads kammarkontor och stadskansli. Samtidigt studerade han vid Stockholms högskola och blev politices magister 1945. Han var sekreterare hos 1946 års skolkommission och sakkunnig i Ecklesiastikdepartementet 1946–1947.
Han deltog som sakkunnig i 1941 års befolkningsutredning.
Innan han utsågs till riksbankschef hade han flera uppdrag som sakkunnig i flera departement, och var redaktör vid Tiden. 1954 ledde han en utredning om LKAB, och året därpå utsågs han till riksbankschef. 1957 blev han ordförande i LKAB. 1965 invaldes han som ledamot av  Ingenjörsvetenskapsakademien.
År 1939 gifte han sig med Erika Richter, som var dotter till Walter Krassowsky och Grete Richter. De blev föräldrar till Erik Åsbrink. Per Åsbrink är gravsatt på Färila kyrkogård.

## Utmärkelser
- Ekonomie hedersdoktor vid Handelshögskolan i Stockholm (ekon. dr. h.c.) 1973